# شورية نجمية
شورية نجمية (الاسم العلمي:Shorea stellata) هي نوع من النباتات تتبع جنس الشورية من فصيلة مجنحية الثمر.